# Megadytes carcharias
Megadytes carcharias är en skalbaggsart som beskrevs av Griffini 1895. Megadytes carcharias ingår i släktet Megadytes och familjen dykare. Inga underarter finns listade i Catalogue of Life.